# Hagi
Hagi (萩, Hagi) és una ciutat de la prefectura de Yamaguchi, al Japó.
El febrer de 2016 tenia una població estimada de 50.468 habitants. Té una àrea total de 698,86 km².

## Geografia
Hagi està situada al centre-oest de la prefectura de Yamaguchi, de cara a l'estret de Corea del mar del Japó. La zona residencial està situada en el delta del riu Abu que creua la ciutat d'est a oest.
L'illa de Mishima, situada a 42 km de la costa, pertany a la municipalitat de Hagi.

## Història
Hagi fou establerta l'1 de juliol de 1932. El 6 de març de 2005 Hagi absorbí els pobles de Susa, Tamagawa, i les viles d'Asahi, Fukue, Kawakami i Mutsumi (tots del districte d'Abu).

## Persones notables
- Kido Takayoshi, estadista durant el bakumatsu i la restauració Meiji
- Yamagata Aritomo, ex-primer ministre del Japó